# Turan Daszoguz
Turan Daszoguz (turkm. «Turan» futbol kluby, Daşoguz) – turkmeński klub piłkarski, mający siedzibę w mieście Daszoguz na północy kraju.
W latach 1992–1996, 1998-2011 i od 2013 występuje w Ýokary Liga.

## Historia
Chronologia nazw:
- 1992: Zarýa-MALS Taşauz (ros. «Заря» Ташауз)
- 1993: Daşoguz Taşauz (ros. «Дашогуз» Ташауз)
- 1994: Turan Taşauz (ros. «Туран» Ташауз)
- 1999: Turan Daşoguz (ros. «Туран» Дашогуз)
- 14.05.2010: Daşoguz FK (ros. ФК «Дашогуз»)
- 2016: Turan Daşoguz (ros. «Туран» Дашогуз)

Piłkarski klub Zarýa-MALS Taşauz został założony w miejscowości Taşauz w 1992 roku. W 1992 debiutował w pierwszych niepodległych rozgrywkach Wyższej Ligi Turkmenistanu. Zespół zajął 11.miejsce w końcowej klasyfikacji. W następnym sezonie zmienił nazwę na Daşoguz Taşauz, a w 1994 na Turan Taşauz. Pierwszy sukces przyszedł w 1994, kiedy to zespół został finalistą Pucharu Turkmenistanu, a w następnym 1995 zdobył Puchar. W sezonie 1995/96 debiutował w rozgrywkach pucharów azjatyckich. W następnym sezonie ponownie startował w rozgrywkach pucharów azjatyckich. W sezonie 1997/98 klub nie brał udziału w rozgrywkach Wyższej Ligi, ale w następnym sezonie 1998/99 ponownie startował w niej. W 1999 po zmianie nazwy miasta również zmienił nazwę klubu na Turan Daşoguz. 14 maja 2010 klub przywrócił nazwę Daşoguz FK. W 2011 zespół zajął ostatnie 10 miejsce w lidze i spadł do Pierwszej Ligi. Po roku spędzonym w niższej klasie w 2013 powrócił do najwyższej klasy rozgrywek. W 2015 zespół ponownie zajął ostatnią 10 pozycję w tabeli, ale decyzją Federacji pozostał w lidze. Od sezonu 2016 występuje jako Turan Daşoguz.

## Sukcesy

### Trofea międzynarodowe
| \| \| Zdobyte trofea w rozgrywkach międzynarodowych (stan na: 31-12-2015) \| |                                                                     |      |          |
| Rozgrywki                                                                    | Osiągnięcie                                                         | Razy | Sezon(y) |
| · Liga Mistrzów AFC                                                          | zdobywca                                                            | 0    |          |
| · Liga Mistrzów AFC                                                          | finalista                                                           | 0    |          |
| Puchar AFC                                                                   | zdobywca                                                            | 0    |          |
| Puchar AFC                                                                   | finalista                                                           | 0    |          |
| Azjatycki Puchar Zdobywców                                                   | zdobywca                                                            | 0    |          |
| Azjatycki Puchar Zdobywców                                                   | finalista                                                           | 0    |          |
| Azjatycki Puchar Zdobywców                                                   | 1 runda                                                             | 1    | 1996/97  |
| Puchar Prezydenta AFC                                                        | zdobywca                                                            | 0    |          |
| Puchar Prezydenta AFC                                                        | finalista                                                           | 0    |          |
| FIFA                                                                         | Zdobyte trofea w rozgrywkach międzynarodowych (stan na: 31-12-2015) |      |          |

### Trofea krajowe
Turkmenistan
| \| \| Zdobyte trofea w rozgrywkach Turkmenistanu (stan na: 31-12-2015) \| |                                                                  |      |           |
| Rozgrywki                                                                 | Osiągnięcie                                                      | Razy | Sezon(y)  |
| Mistrzostwo                                                               | I miejsce                                                        | 0    |           |
| Mistrzostwo                                                               | II miejsce                                                       | 0    |           |
| Mistrzostwo                                                               | III miejsce                                                      | 0    |           |
| Mistrzostwo                                                               | 4.miejsce                                                        | 2    | 1995,2000 |
| Puchar                                                                    | zdobywca                                                         | 1    | 1995      |
| Puchar                                                                    | finalista                                                        | 1    | 1994      |
| II liga                                                                   | I miejsce                                                        | 0    |           |
| II liga                                                                   | II miejsce                                                       | 0    |           |
| II liga                                                                   | III miejsce                                                      | 0    |           |
| Turkmenistan                                                              | Zdobyte trofea w rozgrywkach Turkmenistanu (stan na: 31-12-2015) |      |           |

- Puchar Neutralności:
  - zdobywca: 1996

## Stadion
Klub rozgrywa swoje mecze domowe na stadionie Sport toplumy w Daszoguzie, który może pomieścić 10 000 widzów.

## Piłkarze
Znani piłkarze:
- Baýramniýaz Berdyýew
- Amangylyç Koçumow

## Trenerzy
- 1992–1995:  Wepa Klyçmuradow
- 1996:  Sergeý Zolotarýow

...
- 201?–...:  Ilgiz Abdurahmanow

## Inne
- Gallaçi Daszoguz
- Gaýrat Daszoguz
- Pepsi-Aral Daszoguz
- Wass Daszoguz